# Ongeronde gesloten achterklinker
De ongeronde gesloten achterklinker is een klinker (of vocaal), die in het Internationaal Fonetisch Alfabet wordt weergegeven als [ɯ].

## Kenmerken
- Het is een gesloten klinker, wat betekent dat de tong zich zo dicht mogelijk bij de bovenkant van de mond bevindt.
- Het is een achterklinker, wat betekent dat de tong zich zover mogelijk achter in de mond bevindt.
- Het is een ongeronde klinker, wat betekent dat de lippen zijn gespreid.